# Lijst van voetbalinterlands Djibouti - Somalië
Deze lijst van voetbalinterlands is een overzicht van alle officiële voetbalwedstrijden tussen de nationale teams van Djibouti en Somalië. De landen hebben tot op heden acht keer tegen elkaar gespeeld. De eerste wedstrijd, een groepswedstrijd tijdens de CECAFA Cup 1994, vond plaats op 1 december 1994 in Nairobi (Kenia). Het laatste duel, een vriendschappelijke wedstrijd, werd gespeeld in Djibouti op 15 juni 2021.

## Wedstrijden
| № | Plaats   | Datum            | Competitie           | Wedstrijd          | Uitslag |
| - | -------- | ---------------- | -------------------- | ------------------ | ------- |
| 1 | Nairobi  | 1 december 1994  | CECAFA Cup 1994      | Somalië − Djibouti | 2 − 1   |
| 2 | Kampala  | 19 november 2000 | CECAFA Cup 2000      | Djibouti − Somalië | 0 − 0   |
| 3 | Kigali   | 27 november 2005 | CECAFA Cup 2005      | Djibouti − Somalië | 1 − 2   |
| 4 | Djibouti | 16 november 2007 | WK 2010 kwalificatie | Djibouti − Somalië | 1 − 0   |
| 5 | Djibouti | 23 december 2008 | Vriendschappelijk    | Djibouti − Somalië | 2 − 3   |
| 6 | Djibouti | 1 november 2011  | Vriendschappelijk    | Djibouti − Somalië | 1 − 0   |
| 7 | Kampala  | 7 december 2019  | CECAFA Cup 2019      | Djibouti − Somalië | 0 − 0   |
| 8 | Djibouti | 15 juni 2021     | Vriendschappelijk    | Djibouti − Somalië | 1 − 0   |

## Samenvatting
| Competitie        | Totaal gespeeld | Winst Djibouti | Gelijk | Winst Somalië | Doelsaldo Djibouti – Somalië |
| ----------------- | --------------- | -------------- | ------ | ------------- | ---------------------------- |
| WK-kwalificatie   | 1               | 1              | 0      | 0             | 1 − 0                        |
| CECAFA Cup        | 4               | 0              | 2      | 2             | 2 − 4                        |
| Vriendschappelijk | 3               | 2              | 0      | 1             | 4 − 3                        |
| Totaal            | 8               | 3              | 2      | 3             | 7 − 7                        |

Wedstrijden bepaald door strafschoppen worden, in lijn met de FIFA, als een gelijkspel gerekend.
FDF · A-internationals · Djiboutiaans vrouwenelftal · Olympisch elftal · 
1990 – 1999 ·
2000 – 2009 ·
2010 – 2019 ·
2020 − 2029
1994 · 
1995 · 
1996 · 
1997 · 
1998 · 
1999 · 
2000 · 
2001 · 
2002 · 
2003 · 
2004 · 
2005 · 
2006 · 
2007 · 
2008 · 
2009 ·
2010 · 
2011 · 
2012 ·
2013 ·
2014 ·
2015 · 
2016 ·
2017 ·
2018 ·
2019 ·
2020 ·
2021 ·
2022 ·
2023 ·
2024
Algerije ·
Burkina Faso ·
Burundi ·
Comoren ·
Congo-Kinshasa ·
Egypte ·
Equatoriaal-Guinea ·
Eritrea ·
Ethiopië ·
Gambia ·
Guinee-Bissau ·
Jemen ·
Kenia ·
Libanon ·
Liberia ·
Malawi ·
Mauritius ·
Namibië ·
Niger ·
Oeganda ·
Pakistan ·
Rwanda ·
Sierra Leone ·
Soedan ·
Somalië ·
Swaziland ·
Tanzania ·
Togo ·
Tunesië ·
Zambia ·
Zimbabwe ·
Zuid-Soedan
SFF · A-internationals
1970-1979 ·
1980-1989 ·
1990-1999 ·
2000-2009 ·
2010-2019 ·
2020-2029
1972 ·
1973 · 
1974 · 
1975 · 
1976 · 
1977 · 
1978 · 
1979 ·
1980 · 
1981 ·
1982 · 
1983 · 
1984 · 
1985 · 
1986 · 
1987 ·
1988 ·
1989 ·
1990 ·
1991 ·
1992 ·
1993 ·
1994 · 
1995 · 
1996 ·
1997 ·
1998 ·
1999 · 
2000 · 
2001 · 
2002 · 
2003 · 
2004 · 
2005 · 
2006 · 
2007 · 
2008 · 
2009 · 
2010 · 
2011 · 
2012 ·
2013 ·
2014 ·
2015 ·
2016 ·
2017 ·
2018 ·
2019 ·
2020 ·
2021 ·
2022 ·
2023
Algerije ·
Botswana ·
Burundi ·
China ·
Djibouti ·
Egypte ·
Eritrea ·
Ethiopië ·
Ghana ·
Guinee ·
Kameroen ·
Kenia ·
Libanon ·
Malawi ·
Marokko ·
Mauritanië ·
Mozambique ·
Niger ·
Oeganda ·
Oman ·
Rwanda ·
Sierra Leone ·
Soedan ·
Swaziland ·
Tanzania ·
Tunesië ·
Zambia ·
Zimbabwe ·
Zuid-Soedan